# Công ty MISA
MISA là công ty công nghệ thông tin tại  Việt Nam được thành lập năm 1994 với lĩnh vực kinh doanh chính là cung cấp các giải pháp công nghệ thông tin cho cộng đồng.
Hiện MISA có 1 trụ sở chính tại Hà Nội và 05 văn phòng đại diện đặt tại Hà Nội, Đà Nẵng, Buôn Ma Thuột, TP. Hồ Chí Minh và Cần Thơ.

## Lịch sử hình thành
Lịch sử hình thành, phát triển của Công ty Cổ phần MISA được thể hiện qua các giai đoạn sau:
- 1994: MISA Group (Tiền thân của Công ty Cổ phần MISA) chính thức được thành lập tại Hà Nội với 2 thành viên sáng lập là Chủ tịch HĐQT Lữ Thành Long và Phó Chủ tịch HĐQT Nguyễn Xuân Hoàng.

- 1994 - 1996: MISA phát triển phần mềm đóng gói đầu tiên tại Việt Nam dành cho doanh nghiệp với tên gọi Phần mềm kế toán doanh nghiệp MISA SME 2.0, đặt nền móng để MISA phát triển các phần mềm sau này. Trong giai đoạn này, MISA cũng triển khai thành công phần mềm Báo cáo ngân hàng RESTAB cho một ngân hàng của Đức, đánh dấu một bước tiến mới trong tiến trình phát triển của công ty.

- 1997 - 2001: MISA đã phát triển phần mềm kế toán Hành chính sự nghiệp (HCSN) có tính phổ biến tại Việt Nam. Thời điểm này, MISA cũng xây dựng 1 văn phòng thường trực tại Thành phố Hồ Chí Minh.

- 2002 - 2010: MISA là doanh nghiệp công nghệ ghi dấu ấn trên thị trường, giành được giải Sao Khuê cho “Sản phẩm tiêu biểu”, được trao tặng bằng khen của Thủ tướng Chính phủ cùng nhiều bằng khen của các Bộ, ban, ngành. Từ năm 2002, MISA chuyển đổi sang mô hình Công ty cổ phần. Cũng trong giai đoạn này, MISA tiếp tục mở rộng quy mô với 3 văn phòng đại diện tại Đà Nẵng, Buôn Ma Thuột (2004) và Hà Nội (2007).

- 2011 - 2017: Công ty MISA chính thức trở thành doanh nghiệp phát triển phần mềm theo xu thế làm phần mềm như một dịch vụ. Năm 2010 MISA mở thêm văn phòng đại diện thứ 5 tại Cần Thơ. Năm 2016, MISA cán mốc 1000 nhân sự.

- 2018 - 2021: MISA tập trung phát triển các dòng sản phẩm đa dạng, đáp ứng nhu cầu chuyển đổi số của các đơn vị hành chính sự nghiệp, tổ chức, doanh nghiệp, hộ kinh doanh cá nhân.

- Năm 2022 - nay: MISA đứng thứ 2 trong danh sách Top 10 Công ty công nghệ uy tín [1] và nằm trong top 10 thương hiệu mạnh Việt Nam khối ngành công nghệ [2]. MISA phối hợp cùng với các Bộ, ban, ngành thúc đẩy chương trình chuyển đổi số quốc gia [3]và hợp tác với nhiều đơn vị tổ chức uy tín trong và ngoài nước hỗ trợ chuyển đổi số cho khách hàng [4]

## Sản phẩm
- Nền tảng quản trị tài chính Nhà nước MISA FinGov

- Nền tảng quản trị doanh nghiệp hợp nhất MISA AMIS

- Nền tảng giáo dục MISA EMIS

- Nền tảng kế toán dịch vụ MISA ASP

- Nền tảng kết nối vay vốn tín chấp MISA Lending

- Bộ giải pháp cho ngành F&B - MISA Cukcuk

## Thành tựu
- Huân chương Lao động hạng Nhì [5]

- Bằng khen của UBND TP Hà Nội [6]

- Nhân tài đất Việt, Sao Khuê[7], Doanh nghiệp làm phần mềm và dịch vụ nội địa tốt nhất Việt Nam, Huy chương vàng ICT, giải thưởng quốc tế ASOCI, APICTA, Giải thưởng Make in Viet Nam [8]

## Trách nhiệm xã hội
- Chương trình “Sóng và máy tính cho em”, MISA tài trợ 455 máy tính bảng cho các học sinh tiểu học và trung học cơ sở thuộc hộ nghèo, cận nghèo tại thành phố Hải Phòng [9]